# 車騎将軍
車騎将軍（しゃきしょうぐん）は、中国の前漢以降の官職で、軍を率いる将軍位の一つである。

## 概要
漢においては初期は灌嬰などの将、文帝の母の弟の薄昭などが就任し、以後、主に皇帝の信任する者や外戚が就任して軍事権を握った。
『続漢書』百官志によれば、常に置かれるわけではなく、反乱の征伐を掌り兵を指揮する。将軍位としては大将軍、驃騎将軍に次ぎ、衛将軍の上位に当たる。
属官には長史、司馬（各秩禄比千石）、従事中郎（秩禄比六百石）がいる。兵を領する場合、部・曲が置かれる。部には校尉（秩禄比二千石）、軍司馬（秩禄比千石）が置かれる。部の下に曲があり、軍候（秩禄比六百石）が置かれる。曲の下には屯があり、屯長（秩禄比二百石）が置かれる。
。
三国時代の魏では、二品官であった。軍を率いて敵と戦う実務は四征・四鎮将軍などがいるため、車騎将軍は中央政界において厚遇を示すために高い地位を与えるが実際の軍権は与えない飾りものの官職として使われる場合もあり、また外戚に与えられることもあった。魏においては蜀から降った黄権、蜀においては魏から降った夏侯覇にこの地位が与えられた。そして大将軍などとは違い常置ではなかったため、開府は行われないことがあった。
その後徐々に格が上がり、晋では儀同三司となり、さらに北魏では一品官となり、位三司上となった。
隋代には驃騎府・車騎府が府兵制の中核となったため、車騎将軍は車騎府の指揮官として驃騎将軍に属して府兵を率いた。大業3年（607年）には驃騎府・車騎府が統合され鷹揚府となり、府の指揮官は鷹揚郎将となった。唐代に入ると驃騎府・車騎府が復活したが、貞観年間に再び折衝府に統合され、府の指揮官は折衝都尉となった。